# Jacob Nampudakam

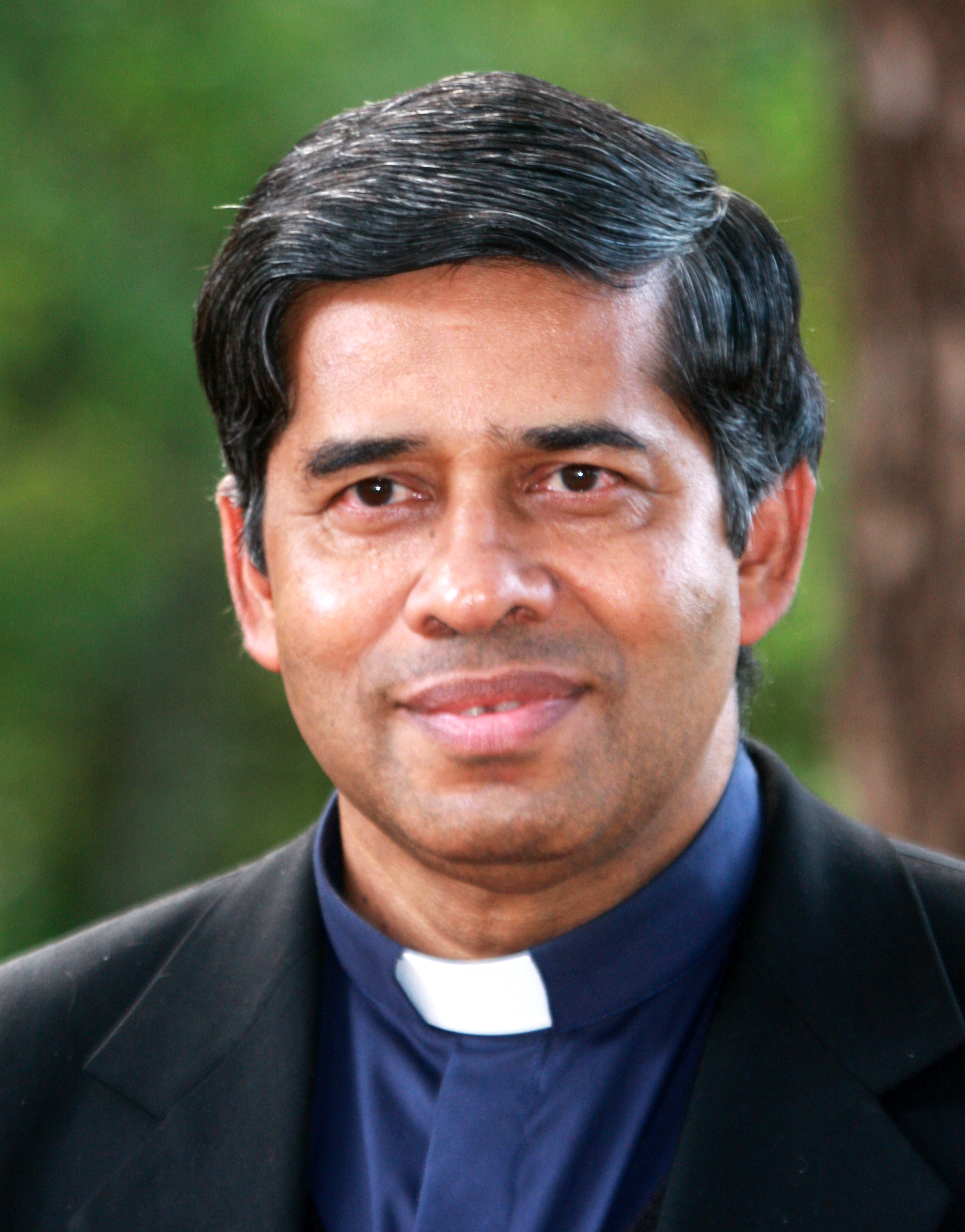
Jacob Nampudakam

Jacob Nampudakam SAC (* 10. August 1955 in Ayyampara, Kerala) ist ein indischer Ordensgeistlicher. 2010–2022 war er der 19. Generalrektor beziehungsweise der 22. Generalobere der Pallottiner.

## Leben
Pater Nampudakam trat in das Priesterseminar St. Charles in Nagpur im indischen Bundesstaat Maharashtra ein. Nach seiner theologischen Ausbildung empfing er 1981 die Priesterweihe und war Vikar, Pfarrer und später Novizenmeister der Ordensprovinz Nagpur sowie Direktor des Centro de Animação Palotina. An der Päpstlichen Universität Gregoriana studierte er Philosophie und Spiritualität sowie Psychologie.
Jacob Nampudakam wurde durch Generalrektor Séamus Freeman zum Generalsekretär der Pallottiner in Rom berufen und engagierte sich vor allem für das Thema Bildung. Von 2004 bis 2010 war er Generalrat der Ordensgemeinschaft.
Die XX. Generalversammlung der Pallottiner hat am 4. Oktober 2010 in Ariccia nahe Rom Jacob Nampudakam zum neuen Generalrektor gewählt. Er ist der erste Nicht-Europäer in diesem Amt.
Papst Franziskus berief Nampudakam am 29. März 2014 in die Ordenskongregation.